# فینال لیگ قهرمانان کونکاکاف ۲۰۲۲
فینال لیگ قهرمانان کونکاکاف ۲۰۲۲ بازی نهایی لیگ قهرمانان کونکاکاف ۲۰۲۲، چهاردهمین دوره لیگ قهرمانان کونکاکاف با نام فعلی آن و در مجموع پنجاه و هفتمین دوره از این رقابت‌های باشگاهی برتر فوتبال بود که توسط کونکاکاف، نهاد حاکم بر منطقه‌ای آمریکای شمالی، آمریکای مرکزی و کارائیب، برگزار شد.
فینال به صورت رفت و برگشت بین تیم آمریکایی سیاتل ساندرز از لیگ برتر فوتبال ایالات متحده و تیم مکزیکی اونام از لیگ برتر فوتبال مکزیک برگزار شد. تیم اونام در تاریخ ۲۷ آوریل میزبان بازی رفت در ورزشگاه المپیکو یونیورسیتاریو در مکزیکوسیتی بود که با تساوی ۲–۲ به پایان رسید. تیم ساندرز در تاریخ ۴ مه در ورزشگاه لومن فیلد در سیاتل میزبان بازی برگشت بود و با نتیجه ۳–۰ پیروز شد و با پیروزی مجموع ۵–۲، اولین عنوان قهرمانی خود در لیگ قهرمانان کونکاکاف را به دست آورد. سیاتل همچنین اولین باشگاه آمریکایی است که در قالب فعلی لیگ قهرمانان کونکاکاف را فتح می‌کند و اولین تیم ام‌ال‌اس است که از زمان ال‌ای گلکسی در سال ۲۰۰۰ این مسابقات را فتح می‌کند.

## پیش زمینه
لیگ قهرمانان کونکاکاف، برترین رقابت فوتبالی است که توسط کونکاکاف، نهاد ناظر بر آمریکای شمالی، کارائیب و آمریکای مرکزی، برای باشگاه‌های مردان برگزار می‌شود. این رقابت‌ها در سال ۲۰۰۸ با فرمت رفت و برگشتی تأسیس شد و جایگزین جام قهرمانان قبلی شد که در یک مکان برگزار می‌شد. از سال ۲۰۱۸، این رقابت‌ها شامل شانزده باشگاه است که بر اساس عملکردشان در لیگ‌های ملی و مسابقات جام حذفی واجد شرایط می‌شوند و در یک جدول تک‌حذفی قرار می‌گیرند.
فینال سال ۲۰۲۲ بین سیاتل ساندرز، یک باشگاه لیگ برتر فوتبال (ام‌ال‌اس) از ایالات متحده، و پوماس اونام از لیگا ام‌اکس، نماینده مکزیک، برگزار شد. از زمان تصویب فرمت رفت و برگشت مسابقات در سال ۲۰۰۳، هیچ باشگاهی در ام‌ال‌اس نتوانسته بود قهرمان این رقابت‌ها شود و سیاتل پنجمین فینالیست آمریکایی لیگ قهرمانان بود. تیم سیاتل ساندرز پیش از ام‌ال‌اس در ژوئن ۱۹۹۴، مجموعه‌ای از مسابقات نمایشی پیش فصل را مقابل پوماس برگزار کرد. ساندرز در اولین مسابقه که در دبیرستان سلاه در نزدیکی یاکیما برگزار شد، با نتیجه ۱–۰ به پوماس باخت و در دومین مسابقه در گنبد تاکوما با نتیجه ۲–۱ پیروز شد. این باشگاه همچنین در مرحله نهایی جام قهرمانان کونکاکاف ۱۹۹۶ بازی کرد و در گروه چهار تیمی آخر شد.

## ورزشگاه‌ها
در ۱۴ آوریل، تیم ساندرز اعلام کرد که ظرف یک ساعت تمام بلیت‌های قسمت پایینی ورزشگاه لومن فیلد را برای بازی برگشت فروخته‌اند و برای پاسخگویی به تقاضای بیشتر، بخش‌های دیگری را نیز افتتاح خواهند کرد. پوماس اعلام کرد که بلیت‌های بازی رفت پس از شروع فروش در ۱۸ آوریل با قیمت بین ۲۴۰ تا ۱۰۰۸ پزو، ظرف ۱۵ دقیقه تمام شده است. ظرفیت ورزشگاه المپیکو یونیورسیتاریو به ۴۵۰۰۰ صندلی محدود شده بود.
| سیاتل             | مکزیکوسیتی                    |
| ----------------- | ----------------------------- |
| ورزشگاه لومن فیلد | ورزشگاه المپیکو یونیورسیتاریو |
| گنجایش: ۶۸,۷۴۰    | گنجایش: ۶۹,۰۰۰                |
|                   |                               |

## مسیر تا فینال
نکته: در تمام نتایج زیر، امتیاز فینالیست ابتدا داده می‌شود (H: میزبان؛ A: مهمان).
| سیاتل ساندرز | سیاتل ساندرز | سیاتل ساندرز | سیاتل ساندرز | مرحله         | اونام            | اونام         | اونام    | اونام      |
| ------------ | ------------ | ------------ | ------------ | ------------- | ---------------- | ------------- | -------- | ---------- |
| حریف         | مجموع        | بازی رفت     | بازی برگشت   |               | حریف             | مجموع         | بازی رفت | بازی برگشت |
| موتاگوا      | ۵–۰          | ۰–۰ (A)      | ۵–۰ (H)      | یک‌هشتم نهایی  | ساپریسا          | ۶–۳           | ۲–۲ (A)  | ۴–۱ (H)    |
| لئون         | ۴–۱          | ۳–۰ (H)      | ۱–۱ (A)      | یک‌چهارم نهایی | نیوانگلند رولوشن | ۳–۳ (۴–۳) (پ) | ۰–۳ (A)  | ۳–۰ (H)    |
| نیویورک سیتی | ۴–۲          | ۳–۱ (H)      | ۱–۱ (A)      | نیمه نهایی    | کروز آزول        | ۲–۱           | ۲–۱ (H)  | ۰–۰ (A)    |

### سیاتل ساندرز

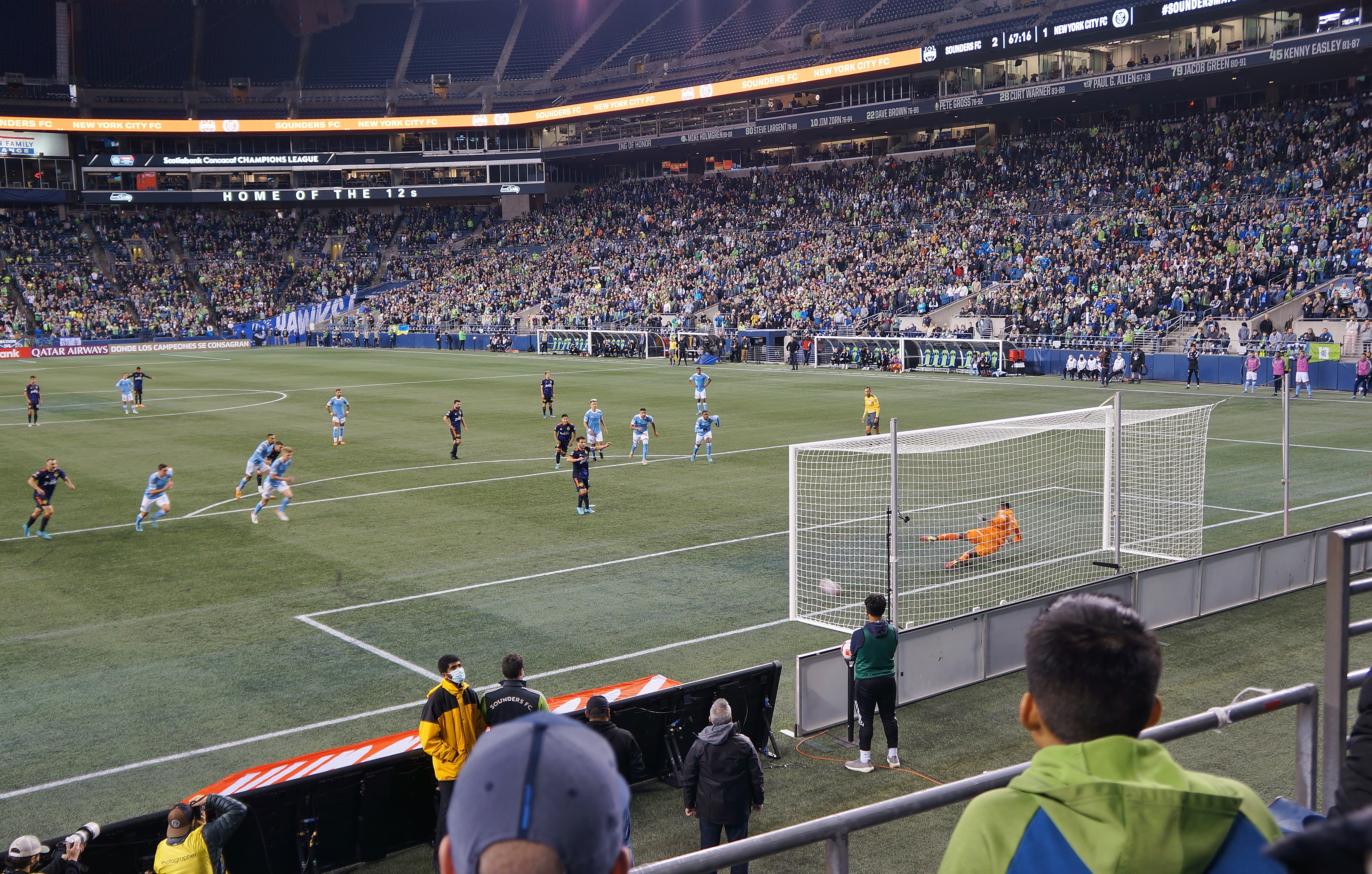
نیکولاس لودیرو، هافبک سیاتل ساندرز، در حال زدن یک ضربه پنالتی مقابل نیویورک سیتی در نیمه نهایی در ورزشگاه لومن فیلد سیاتل.

سیاتل ساندرز با کسب مقام سوم در فصل عادی ام‌ال‌اس ۲۰۲۱، برای هفتمین بار به لیگ قهرمانان کونکاکاف راه یافت و رکوردی در ایالات متحده ثبت کرد. این جایگاه که معمولاً برای برنده جام یو اس اوپن در نظر گرفته شده بود، به تیمی که در لیگ برتر بهترین نتیجه را کسب کرده و سهمیه‌ای در این مسابقات ندارد، اعطا شد. در طول هفت حضور قبلی این باشگاه در این مسابقات، آنها در فصل ۱۳–۲۰۱۲ تا نیمه نهایی پیش رفته بودند.
در مرحله یک‌هشتم نهایی، ساندرز با موتاگوا از هندوراس، نایب قهرمان لیگ کونکاکاف ۲۰۲۱، روبرو شد. دو تیم به دلیل اقدامات انضباطی علیه موتاگوا، پشت درهای بسته در ورزشگاه المپیکو متروپولیتانو در سن پدرو سولا، با تساوی بدون گل بازی کردند. سیاتل میزبان بازی برگشت در لومن فیلد بود و با چهار گل در نیمه دوم، پس از گل آغازین نیکولاس لودیرو در دقیقه ۳۳، با نتیجه ۵–۰ پیروز شد. لودیرو در دقیقه ۴۷ به کریستین رولدان پاس گل داد، در حالی که رولدان در دقیقه ۵۶ پاس گل خود را از جردن موریس دریافت کرد. کلین رو در دقیقه ۶۰ به جای لودیرو وارد زمین شد و دو دقیقه بعد با پاس گل رولدان گلزنی کرد، که جایگزین او لئو چو در دقیقه ۷۳ گل خود را به ثمر رساند.
سیاتل سپس به مرحله یک‌چهارم نهایی راه یافت تا در بازی تکرار فینال جام لیگ‌ها ۲۰۲۱ با تیم کلاب لئون از لیگ مکزیک روبرو شود. با وجود غیبت لودیرو و مهاجم کلیدی رائول رویدیاز، ساندرز در بازی رفت در خانه با دو گل فردی مونترو ۳–۰ پیروز شد. او در دقیقه ۳۱ از روی یک ضربه پنالتی گلزنی کرد و هشت دقیقه بعد قبل از تعویض شدن، یک گل دیگر به ثمر رساند. موریس در دقیقه ۹۰ گل سوم تیم را به ثمر رساند، پس از چندین تلاش که توسط رودولفو کوتا، دروازه‌بان لئون، مهار شد. سیاتل بازی برگشت را با تساوی ۱–۱ در ورزشگاه لئون به پایان رساند تا در مجموع با نتیجه ۴–۱ صعود کند. مونترو در پایان نیمه اول در وقت‌های اضافه یک گل پنالتی به ثمر رساند تا ساندرز پیش بیفتد، در حالی که لئون ۲۵ شوت زد که هفت ضربه را دروازه‌بان استفان فری گرفت. فیدل امبریز در وقت‌های تلف‌شده نیمه دوم با ضربه سر گل زد تا تک گل لئون در مرحله یک‌چهارم نهایی را به ثمر برساند.
ساندرز در نیمه نهایی به مصاف تیم ام‌ال‌اسی و قهرمان جام ام‌ال‌اس ۲۰۲۱، نیویورک سیتی رفت و این سری مسابقات را با پیروزی ۳–۱ در خانه آغاز کرد. ترکیب تیم شامل یک خط حمله و هافبک قدرتمند بود، اما مدافع‌شان نوهو تولو به دلیل کارت زردهای متوالی و مصدومیت ییمار گومز آندراده در ترکیب اصلی حضور نداشتند. سیاتل در دقیقه ۱۶ با گل آلبرت روسناک پیش افتاد، اما در دقیقه ۷۲ به دلیل اشتباه دفاعی، گل را به تیاگو آندراده از نیویورک سیتی واگذار کرد. ساندرز در دقیقه ۳۴ توسط جردن موریس پیش افتاد و توسط کمک‌داور ویدیویی یک ضربه پنالتی به آنها داده شد که توسط لودیرو در دقیقه ۶۵ تبدیل به گل شد. نیویورک سیتی به دلیل عدم مطابقت ورزشگاه خانگی خود، ورزشگاه یانکی، با استانداردهای کونکاکاف برای مسابقات لیگ قهرمانان، در ورزشگاه رد بول آرنا در نیوجرسی بازی کرد. رویدیاز در دقیقه ۲۸ گل زد و ساندرز را پیش انداخت، اما نیویورک سیتی در اوایل نیمه دوم بازی را به تساوی کشاند و فری را مجبور به گرفتن هفت سیو کرد. این مسابقه با تساوی ۱–۱ به پایان رسید و به سیاتل اجازه داد تا در مجموع با نتیجه ۴–۲ به اولین فینال لیگ قهرمانان کونکاکاف خود راه یابد. فینال لیگ قهرمانان ششمین فینالی بود که این تیم از زمان انتصاب سرمربی برایان اشمیتزر در سال ۲۰۱۶ در آن شرکت کرد.

### اونام
پوماس اونام در نیمه اول فصل لیگا ام‌اکس به عنوان نایب قهرمان مراحل پلی‌آف فصل گاردینز ۲۰۲۰ به پنجمین لیگ قهرمانان خود راه یافت. آنها در دهه ۱۹۸۰ سه بار قهرمان جام قهرمانان کونکاکاف شدند و در فینال ۲۰۰۵ پس از دپورتیوو ساپریسا به عنوان نایب قهرمانی این رقابت‌ها دست یافتند. شکست آنها مقابل ساپریسا در سال ۲۰۰۵ آخرین باری بود که یک تیم غیرمکزیکی عنوان قهرمانی قاره‌ای را کسب می‌کرد و این آغاز یک دوره ۱۶ ساله برای باشگاه‌های مکزیکی بود. از زمان راهیابی به لیگ قهرمانان ۲۰۲۲، اونام نتوانسته بود به پلی آف فصل آغازین راه یابد و در فصل پایانی ۲۰۲۱ در جایگاه یازدهم قرار گرفت.
پوماس در مرحله یک‌هشتم نهایی با ساپریسا روبرو شد و در بازی رفت که در ورزشگاه ریکاردو ساپریسا آیما در سن خوزه، کاستاریکا برگزار شد، با نتیجه ۲–۲ به تساوی رسید. برتری اولیه این تیم که با ضربه سر واشنگتن کوروزو در دقیقه ۲۸ به دست آمده بود، با گل تساوی کریستین بولانوس در وقت‌های تلف شده نیمه اول از بین رفت. خوان دیننو در دقیقه ۷۱ پوماس را پیش انداخت، اما بولانوس چهار دقیقه بعد با ضربه سر آرتورو اورتیز که از روی سیو دروازه‌بان آلفردو تالاورا به دست آمده بود، بازی را به تساوی کشاند. ضربه سر آرتورو اورتیز در دقیقه ۱۲، پوماس را در بازی برگشت پیش انداخت، اما بولانوس کمی پس از پایان نیمه اول، بازی را برای ساپریسا به تساوی کشاند. دو گل از دیننو - یک شوت پای راست در دقیقه ۷۵ و یک ضربه سر در دقیقه ۸۲ - با گل روژریو در وقت‌های اضافه همراه شد تا پیروزی ۴–۱ و نتیجه ۶–۳ در مجموع برای پوماس رقم بخورد.
این تیم به مرحله یک‌چهارم نهایی راه یافت تا با قهرمان جام ساپورترز شیلد ۲۰۲۱، نیوانگلند رولوشن، بازی کند که پس از انصراف حریفش در مرحله یک‌هشتم نهایی، کاوالی، به استراحت خورد. پوماس در بازی رفت که در ورزشگاه ژیلت در ماساچوست و در شرایط برفی و دمای زیر صفر برگزار شد، با نتیجه ۳–۰ به رولوشن باخت. گل دقیقه ۱۹ سباستین لیجت، میزبان را پیش انداخت که با دو گل آدام بوکسا در نیمه دوم، که دومی در وقت‌های تلف شده بود، افزایش یافت. پوماس میزبان بازی برگشت بود و در پایان وقت قانونی با دو گل دیننو و یک گل سباستین ساوسدو در دقیقه ۵۹، در مجموع ۳–۳ به تساوی رسید. میزبان در ضربات پنالتی ۴–۳ پیروز شد و از یک ضربه مهار شده تامی مک نامارا و یک ضربه از دست رفته لیجت بهره برد.
پوماس در بازی رفت در ورزشگاه المپیکو یونیورسیتاریو با کروز آزول، دیگر تیم مکزیکوسیتی، روبرو شد و بازی رفت را ۲–۱ برد. در نیمه اول دیننو هر دو گل میزبان را به ثمر رساند، در حالی که کریستین تابو در دقیقه ۸۳ یک گل برای کروز آزول زد. دو تیم در بازی برگشت در ورزشگاه آزتکا به تساوی بدون گل رسیدند و پوماس به فینال راه یافت. اورتیز در دقیقه ۶۳ کارت قرمز گرفت و پوماس ده نفره شد و در اواخر نیمه دوم، یک ضربه پنالتی برای این تیم توسط کمک داور ویدیویی باطل شد.

## پخش
هر دو مرحله فینال در ایالات متحده از طریق فاکس اسپورتس۱ به زبان انگلیسی با یک برنامه ۳۰ دقیقه‌ای قبل از بازی و تی‌یو‌دی‌ان به زبان اسپانیایی پخش شد. همچنین وان‌ساکر در کانادا و فلو اسپورتس در کارائیب مسابقات را به زبان انگلیسی پخش کردند. این مسابقات به زبان اسپانیایی توسط فاکس اسپورتس در مکزیک و ای‌اس‌پی‌ان در آمریکای مرکزی و جنوبی پخش شدند. در خارج از قاره آمریکا، مرحله دوم فینال از طریق گول پلی در اسپانیا، وان‌فوتبال در برخی بازارهای اروپایی و توسط کونکاکاف از طریق پخش زنده آنلاین پخش شد.

## فرمت
فینال به صورت رفت و برگشت برگزار شد و تیمی که در مراحل قبلی عملکرد بهتری داشت، میزبان بازی برگشت بود.
- اگر نتیجه بعد از بازی برگشت مساوی می‌شد، وقت اضافه اعمال می‌شد و اگر همچنان مساوی بود، از ضربات پنالتی برای تعیین برنده استفاده می‌شد.[۴۱]

### رتبه‌بندی عملکرد
| رتبه | تیم          | بازی | برد | مساوی | باخت | گل زده | گل خورده | گل تفاضل | امتیاز | میزبان     |
| ---- | ------------ | ---- | --- | ----- | ---- | ------ | -------- | -------- | ------ | ---------- |
| ۱    | سیاتل ساندرز | ۶    | ۳   | ۳     | ۰    | ۱۳     | ۳        | ۱۰+      | ۱۲     | بازی برگشت |
| ۲    | اونام        | ۶    | ۳   | ۲     | ۱    | ۱۱     | ۷        | ۴+       | ۱۱     | بازی رفت   |

## بازی رفت

### خلاصه
پوماس بازی رفت را زیر باران شدید برگزار کرد و مدافع خود آرتورو اورتیز را که محروم بود، در اختیار نداشت، اما توانست با مهاجم خود خوان دیننو با وجود مصدومیت عضلانی بازی کند. میزبان در ۳۰ دقیقه ابتدایی مسابقه، استفان فری را مجبور به مهار دو توپ کرد و مالکیت توپ را در دست گرفت. دیننو در دقیقه ۳۵ با جاخالی دادن بین مدافعان میانی ساندرز، خاویر آرئاگا و ییمار گومز آندراده، و زمین خوردنش، صاحب یک ضربه پنالتی شد. پنالتی دیننو توسط فری مهار شد، اما پس از بررسی کمک‌داور ویدئویی که نشان داد فری زودتر از موعد از خط خود خارج شده است، دوباره گرفته شد. پنالتی دوم توسط دیننو در دقیقه ۳۸ به ثمر رسید. سیاتل با وجود موقعیت‌هایی از ضربه آزاد نیکولاس لودیرو و شوت از راه دور ژائو پائولو در وقت‌های تلف شده، نتوانست در نیمه اول بازی را به تساوی بکشاند.
دیننو در دقیقه ۴۸ با ضربه سر روی سانتر خسوس ریواس، که در نیمه اول به عنوان بازیکن تعویضی به جای آلن موزو وارد زمین شده بود، برتری پوماس را به ۲–۰ افزایش داد. سیاتل سه دقیقه بعد با فرصتی برای کاهش اختلاف، پاسخ داد. شوت رائول رویدیاز در محوطه جریمه توسط آلفردو تالاورا مهار شد. در دقیقه ۷۳، به دلیل خطای هند سباستین ساوسیدو که برای جلوگیری از گلزنی رویدیاز روی ضربه کرنر انجام داده بود، یک پنالتی به سود ساندرز اعلام شد. پس از تأیید این تصمیم توسط کمک‌داور ویدئویی، لودیرو در دقیقه ۷۷ از نقطه پنالتی گلزنی کرد تا اولین گل سیاتل در فینال را به ثمر برساند. ساندرز در دقیقه ششم وقت‌های تلف‌شده نیمه دوم، به دلیل خطای افراین ولارده روی کریستین رولدان که او را در محوطه جریمه لگد کرد، یک پنالتی دوم گرفت. این پنالتی در ابتدا توسط بارتون نادیده گرفته شد تا اینکه کمک‌داور ویدئویی از او خواست تا موقعیت را بررسی کند. لودیرو در دقیقه ۹۹ ضربه پنالتی بعدی را به ثمر رساند و بازی را با نتیجه ۲–۲ به تساوی کشاند.

### جزئیات
| اونام                   | ۲–۲   | سیاتل ساندرز                        |
| ----------------------- | ----- | ----------------------------------- |
| دیننو ۳۸' (پنالتی)، ۴۸' | گزارش | لودیرو ۷۷' (پنالتی)، ۹۰+۹' (پنالتی) |

| اونام | سیاتل ساندرز |

| GK            | 1  | آلفردو تالاورا (ک) | '90+8 |       |
| RB            | 2  | آلن موزو           |       | '45+2 |
| CB            | 47 | ریکاردو گالیندو    |       |       |
| CB            | 23 | نیکولاس فریر       |       |       |
| LB            | 18 | افرین والورده      |       |       |
| RM            | 10 | فاویو آلوارز       |       |       |
| CM            | 17 | لئونل لوپز         |       |       |
| CM            | 8  | هیگور مریتائو      |       |       |
| LM            | 33 | دیوگو              |       | '63   |
| CF            | 21 | روژریو             |       | '63   |
| CF            | 9  | خوان دیننو         |       |       |
| نیمکت نشینان: |    |                    |       |       |
| GK            | 20 | خولیو گونزالس      |       |       |
| DF            | 26 | خسوس ریواس         |       | '45+2 |
| DF            | 36 | خوزه کایسیدو       |       |       |
| MF            | 7  | سباستین ساوسیدو    |       | '63   |
| MF            | 32 | خورخه رووالکابا    |       |       |
| MF            | 34 | سانتیاگو تریگوس    |       |       |
| FW            | 31 | واشینگتن کروزو     | '90+8 | '63   |
| سرمربی:       |    |                    |       |       |
| آندرس لیلینی  |    |                    |       |       |

| GK             | 24 | استفان فری         |     |       |
| RB             | 16 | الکس رولدان        |     |       |
| CB             | 28 | ییمار گومز آندراده | '35 |       |
| CB             | 3  | خاویر آرئاگا       |     |       |
| LB             | 5  | نوهو تولو          |     |       |
| RM             | 7  | کریستین رولدان     | '83 |       |
| CM             | 6  | ژائو پائولو        |     |       |
| LM             | 13 | جردن موریس         |     | '87   |
| AM             | 10 | نیکولاس لودیرو (ک) |     |       |
| AM             | 11 | آلبرت روسناک       |     |       |
| CF             | 9  | رائول رویدیاز      |     | '90+4 |
| نیمکت نشینان:  |    |                    |     |       |
| GK             | 30 | استفان کلیولند     |     |       |
| DF             | 25 | جکسون راگن         |     |       |
| DF             | 94 | جیمی مدراندا       |     |       |
| MF             | 22 | کلین رو            |     | '87   |
| MF             | 73 | اوبد وارگاس        |     |       |
| FW             | 12 | فردی مدراندا       |     | '90+4 |
| FW             | 17 | ویل بروین          |     |       |
| سرمربی:        |    |                    |     |       |
| برایان اشمیتزر |    |                    |     |       |

| کمک داوران: دیوید موران (السالوادور) زکری زیگلار (سورینام) داور چهارم: خوان گابریل کالدرون (کاستاریکا) کمک داور ویدئویی: اسماعیل کورنیخو (السالوادور) کمک کمک‌داور ویدئویی: تاتیانا گوزمان (نیکاراگوئه) | قوانین بازی: - ۹۰ دقیقه. - هفت جایگزین نام برده شده، که از این تعداد تا پنج نفر می‌توانند مورد استفاده قرار گیرند. |

## بازی برگشت

### خلاصه

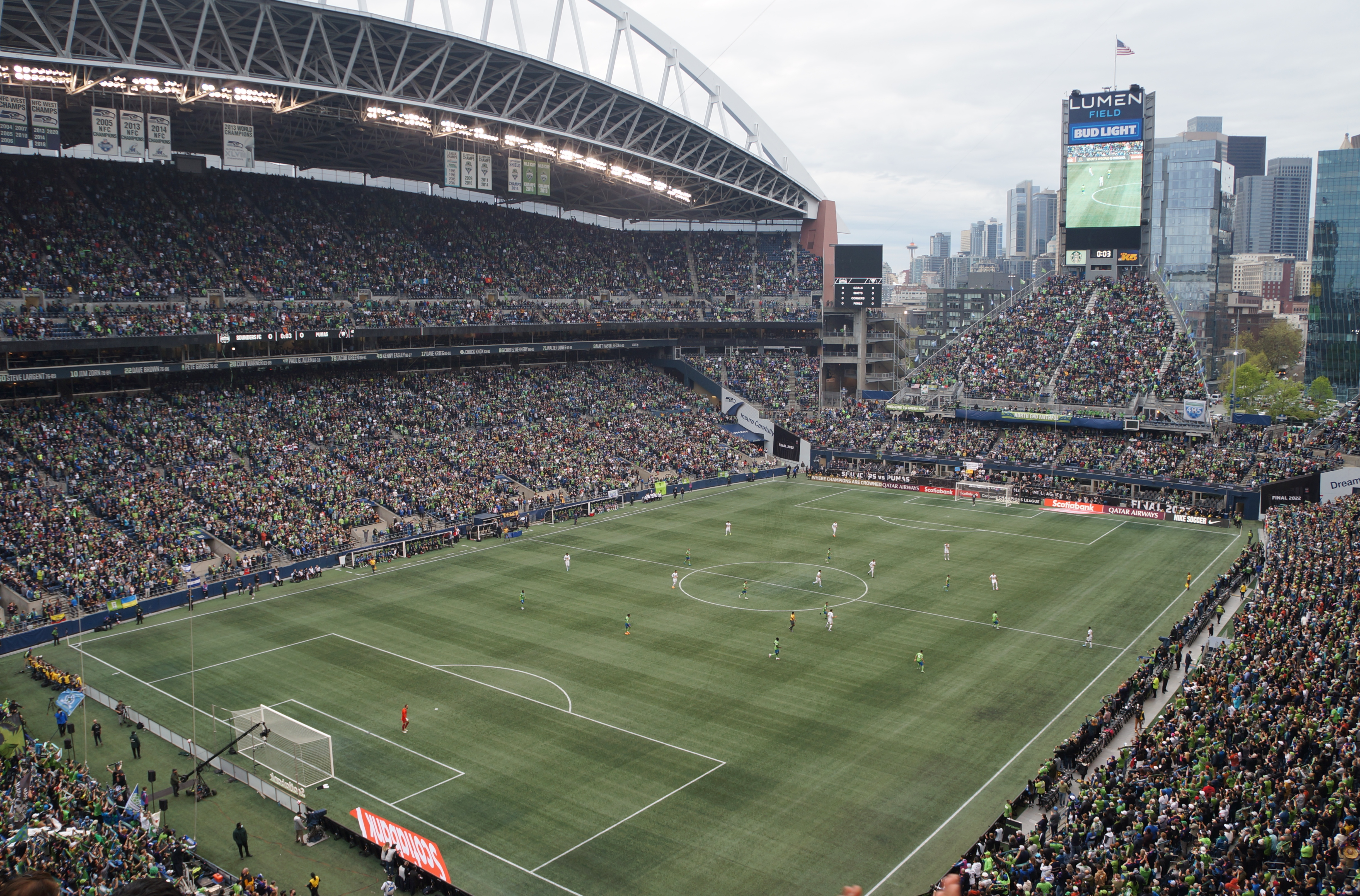
نمایی از بازی برگشت در ورزشگاه لومن فیلد سیاتل

بازی برگشت در ورزشگاه لومن فیلد در سیاتل در مقابل جمعیتی بالغ بر ۶۸،۷۴۱ نفر برگزار شد که تمام صندلی‌های ورزشگاه را به فروش رسانده بودند و رکورد حضور تماشاگران در لیگ قهرمانان کونکاکاف را شکستند. این بازی همچنین دومین بازی پر تماشاگر تاریخ باشگاه، پس از جام ام‌ال‌اس ۲۰۱۹ بود. ساندرز ترکیب اصلی خود را از بازی رفت حفظ کرد، در حالی که پوماس موزو را با اورتیز جایگزین کرد. سیاتل در نیمه اول دو بازیکن اصلی خود را به دلیل مصدومیت از دست داد و برایان اشمیتزر، سرمربی تیم، را مجبور به انجام تغییرات تاکتیکی اساسی کرد. نوهو، مدافع چپ، پس از تکل ریکاردو گالیندو دچار کوفتگی عضلانی شد و در دقیقه ۱۱ بازی را به جای کلین رو ترک کرد. در دقیقه ۲۹، ژائو پائولو، هافبک دفاعی، در حالی که توسط لئونل لوپز مورد حمله قرار گرفت، رباط صلیبی قدامی پای راست خود را پاره کرد و جای خود را به اوبد وارگاس داد.
ساندرز در نیمه اول نتوانست از چندین موقعیت خود استفاده کند که منجر به سه سیو برای تالاورا شد؛ پوماس با شوت واشنگتن کروزو که از بالای دروازه ارسال شد، پاسخ داد. رائول رویدیاز در دقیقه ۴۵ برای سیاتل گلزنی کرد و توپ ارسالی آرئاگا را از داخل محوطه جریمه به گل تبدیل کرد که سپس به دست دیوگو برخورد کرد و تالاورا را به جهت اشتباه فرستاد. رویدیاز گل خود را با چند بازیکن از آکادمی باشگاه و تیم ذخیره که در جایگاه تماشاگران بودند، جشن گرفت.
پوماس در نیمه دوم با فشار مداوم پاسخ داد و دو ضربه آزاد به دست آورد که نزدیک بود فری را مجبور به مهار توپ کند. اولین سیو او در این مسابقه در دقیقه ۶۵ ثبت شد، که ضربه سر دیوگو را از روی سانتر کروزو به داخل محوطه جریمه دفع کرد. ساندرز از این فشار استفاده کرد و ضدحمله‌هایی را ترتیب داد، از جمله شوت کرنر الکس رولدان در دقیقه ۶۹ که توسط تالاورا مهار شد. یک حرکت انتقالی دیگر در دقیقه ۸۰ گل دوم سیاتل را به همراه داشت، زیرا جردن موریس توانست از جناح راست دریبل بزند و به لودیرو پاس دهد، که توپ را برای رویدیاز فرستاد که تبدیل به گل شد. هشت دقیقه بعد، آلبرت روسناک به موریس پاس داد، که برای شوت زدن و عبور از تالاورا چرخید اما به تیر دروازه برخورد کرد. این ریباند توسط لودیرو به ثمر رسید و او در حالی که روی زمین افتاده بود، توپ را از بالای سر رویدیاز عبور داد تا ساندرز با نتیجه ۳–۰ پیروز شود و در مجموع با نتیجه ۵–۲ عنوان قهرمانی لیگ قهرمانان کونکاکاف را از آن خود کند. در طول مسابقه، یک لرزه‌سنج در نزدیکی میدان لومن که توسط شبکه لرزه‌نگاری شمال غربی اقیانوس آرام اداره می‌شود، حرکات ناشی از شادی هواداران پس از سه گل را ثبت کرد.

### جزئیات
| سیاتل ساندرز                    | ۳–۰   | اونام |
| ------------------------------- | ----- | ----- |
| - رویدیاز ۴۵'، ۸۰' - لودیرو ۸۸' | گزارش |       |

| سیاتل ساندرز | اونام |

| GK             | 24 | استفان فری         |     |       |
| RB             | 16 | الکس رولدان        |     |       |
| CB             | 28 | ییمار گومز آندراده |     |       |
| CB             | 3  | خاویر آرئاگا       |     |       |
| LB             | 5  | نوهو تولو          |     | '11   |
| RM             | 7  | کریستین رولدان     |     |       |
| CM             | 6  | ژائو پائولو        |     | '29   |
| LM             | 13 | جردن موریس         |     | '90+3 |
| AM             | 10 | نیکولاس لودیرو (ک) | '89 | '90+3 |
| AM             | 11 | آلبرت روسناک       | '57 |       |
| CF             | 9  | رائول رویدیاز      |     | '90+3 |
| نیمکت نشینان:  |    |                    |     |       |
| GK             | 30 | استفان کلیولند     |     |       |
| DF             | 25 | جکسون راگن         |     | '90+3 |
| DF             | 94 | جیمی مدراندا       |     |       |
| MF             | 22 | کلین رو            |     | '11   |
| MF             | 73 | اوبد وارگاس        |     | '29   |
| FW             | 12 | فردی مدراندا       |     | '90+3 |
| FW             | 17 | ویل بروین          |     | '90+3 |
| سرمربی:        |    |                    |     |       |
| برایان اشمیتزر |    |                    |     |       |

| GK            | 1  | آلفردو تالاورا (ک) |     |     |
| RB            | 47 | ریکاردو گالیندو    | '6  |     |
| CB            | 25 | آرتورو اورتیز      |     |     |
| CB            | 23 | نیکولاس فریر       |     |     |
| LB            | 18 | افرین والورده      |     |     |
| RM            | 10 | فاویو آلوارز       |     |     |
| CM            | 17 | لئونل لوپز         | '34 | '63 |
| CM            | 8  | هیگور مریتائو      |     |     |
| LM            | 33 | دیوگو              |     |     |
| CF            | 31 | واشینگتن کروزو     |     | '76 |
| CF            | 9  | خوان دیننو         |     |     |
| نیمکت نشینان: |    |                    |     |     |
| GK            | 20 | خولیو گونزالس      |     |     |
| DF            | 26 | خسوس ریواس         |     |     |
| DF            | 36 | خوزه کایسیدو       |     |     |
| MF            | 19 | عمر ایسلاس         |     |     |
| MF            | 32 | خورخه رووالکابا    |     | '76 |
| MF            | 34 | سانتیاگو تریگوس    |     |     |
| FW            | 21 | روژریو             |     | '63 |
| سرمربی:       |    |                    |     |     |
| آندرس لیلینی  |    |                    |     |     |

| کمک داوران: والتر لوپز (هندوراس) ریموندو فلیز (جمهوری دومینیکن) داور چهارم: خوزه تورس (پورتوریکو) کمک‌داور ویدئویی: ریکاردو مونترو (کاستاریکا) کمک کمک‌داور ویدئویی: سلوین براون (هندوراس) | قوانین بازی: - ۹۰ دقیقه. - در صورت تساوی در مجموع دو بازی (قانون گل زده در خانه حریف اعمال نشد) ۳۰ دقیقه وقت اضافه در نظر گرفته می‌شود. - اگر پس از وقت اضافه، نتیجه همچنان مساوی باشد، ضربات پنالتی. - هفت جایگزین نام برده شده، که از این تعداد تا پنج نفر می‌توانند مورد استفاده قرار گیرند. |

## بعد از مسابقه
سیاتل ساندرز اولین باشگاه غیرمکزیکی بود که قهرمان لیگ قهرمانان کونکاکاف شد و سومین تیم ام‌ال‌اس بود که پس از دی‌سی یونایتد در سال ۱۹۹۸ و ال‌ای گلکسی در سال ۲۰۰۰ - هر دو تحت فرمت سابق جام قهرمانان - به قهرمانی قاره‌ای رسید. این باشگاه به عنوان قهرمان، ۵۰۰،۰۰۰ دلار جایزه نقدی نیز جمع‌آوری کرد و به جام باشگاه‌های جهان که در فوریه ۲۰۲۳ در مراکش برگزار شد، راه یافت. ساندرز همچنین به جام جهانی باشگاه‌های گسترش‌یافته در سال ۲۰۲۵ راه یافت که شامل قهرمانان چهار دوره قبلی لیگ قهرمانان کونکاکاف بود. سیاتل فصل ۲۰۲۲ لیگ قهرمانان خود را بدون شکست با چهار برد و چهار تساوی به پایان رساند و در مسابقات رقابتی در مقابل تماشاگرانی بیش از ۶۰،۰۰۰ نفر نیز بدون شکست ماند.
هفت بازیکن ساندرز در تیم منتخب مسابقات قرار گرفتند، در حالی که استفان فری جوایز بهترین دروازه‌بان و بهترین بازیکن را از آن خود کرد. اوبد وارگاس ۱۶ ساله با ورود به زمین به عنوان بازیکن تعویضی، جوان‌ترین بازیکنی شد که در فینال لیگ قهرمانان کونکاکاف بازی کرده است.
پس از مسابقه، کونکاکاف به دلیل تلاش برای برداشتن بنر هواداران شهر زمرد در حمایت از جوانان تراجنسیتی مورد انتقاد قرار گرفت. مقامات ساندرز این اختلاف را حل و فصل کردند و اجازه دادند که بنر نگه داشته شود.